# Rhinebothrium palombi
Rhinebothrium palombi is een lintworm (Platyhelminthes; Cestoda) uit de familie van de Rhinebothriidae. De wetenschappelijke naam van de soort werd in 1948 gepubliceerd door Jean Georges Baer. De soort wordt vermeld als een parasiet van de kongeraal en de violette pijlstaartrog.